# 常脇恒一郎

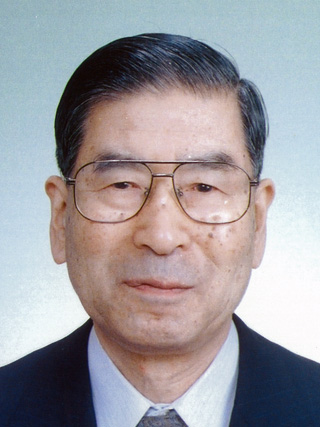
日本学士院より公開された肖像

常脇 恒一郎（つねわき こういちろう、1930年11月26日 - 2022年8月28日）は、日本の遺伝学者。京都大学名誉教授、福井県立大学名誉教授。日本学士院会員、文化功労者。専攻は植物遺伝学。

## 経歴
福井県出身。1953年3月京都大学農学部農林生物学科を卒業、1955年3月京都大学農学研究科修士課程（農林生物学専攻）を修了後、博士課程に進学。1955年8月米国カンザス州立大学大学院博士課程に編入学、1958年同課程（遺伝学専攻）を修了し、ph. D. の学位を修得。1959年9月までカナダ国マニトバ大学においてポストドクトラルフェローとして研究に従事して帰国。
1959年10月に国立遺伝学研究所（生理遺伝部）の研究員、1965年9月室長。同年11月京都大学農学部助教授、1966年4月教授、農林生物学科実験遺伝学講座を担任。1994年定年により退官、京都大学名誉教授。この間、京都大学農学部実験遺伝学講座担任の教授として学部および大学院学生の教育・研究指導ならびに後進研究者の育成に尽力、評議員および大学院審議会審議員を務め大学の管理運営に寄与した。退官後は福井県立大学生物資源学部教授に就任、1998年4月より2005年3月まで同大学学長。
2022年8月28日、誤嚥性肺炎のため死去。91歳没。死没日付をもって正四位に叙された。

## 業績
研究面では、有用植物の遺伝学、特に、コムギの遺伝、進化、育種に関する分野において多くの重要な業績を挙げた。その主要なものは、「比較遺伝子分析」、「細胞質ゲノムの比較研究」、「異種細胞質の育種的利用の基礎研究」、「細胞質ゲノムの分子遺伝学的研究」、「核ゲノムの分子遺伝学的研究」。
これらの研究成果に対し、日本農学会より昭和53年度日本農学賞（読売農学賞）（小麦の起原と系統分化に関する比較遺伝学的研究）が、日本遺伝学会より平成4年度日本遺伝学会木原賞（コムギおよびエギロプス属における細胞質ゲノムの遺伝的多様性）を受けた。また、1996年に米国科学アカデミー外国人会員に選ばれている。1989年 - 1990年 日本遺伝学会会長。

## 受賞・栄典
- 1978年
  - 日本農学賞
  - 読売農学賞
- 1989年 ブルガリア勲二等マダラの騎士勲章
- 1991年 遺伝学奨励賞
- 1992年 日本遺伝学会木原賞
- 1994年 特別農学功労賞
- 1995年 紫綬褒章
- 1997年 日本学士院賞
- 2002年 文化功労者[6]
- 2005年 瑞宝重光章[7][8]
- 2018年 和田賞